# Horní Ploučnice
Horní Ploučnice este o arie protejată (arie specială de conservare — SAC, sit de importanță comunitară — SCI) din Republica Cehă întinsă pe o suprafață de 873,54 ha, integral pe uscat.

## Localizare
Centrul sitului Horní Ploučnice este situat la coordonatele 50°40′19″N 14°35′54″E / 50.671944°N 14.598333°E.

## Înființare
Situl Horní Ploučnice a fost declarat sit de importanță comunitară în aprilie 2005 pentru a proteja 7 specii de animale. Situl a fost protejat și ca arie specială de conservare în octombrie 2017.

## Biodiversitate
Situată în ecoregiunea continentală, aria protejată conține 9 habitate naturale: Vegetație psamofilă uscată cu pășuni deschise de Corynephorus și Agrostis, Mlaștini turboase de tranziție și turbării mișcătoare, Ape puternic oligomezotrofe cu vegetație bentonică cu Chara spp., Pajiști cu Molinia pe soluri calcaroase, turboase sau argilos-nămoloase (Molinion caeruleae), Lacuri eutrofice naturale cu vegetație de tip Magnopotamion sau Hydrocharition, Cursuri de apă de la nivel de câmpie la nivel montan, cu vegetație Ranunculion fluitantis și Callitricho-Batrachion, Liziere de ierburi înalte hidrofile de câmpie și de nivel montan până la alpin, Păduri aluvionare cu Alnus glutinosa și Fraxinus excelsior (Alno-Padion, Alnion incanae, Salicion albae), Mlaștini împădurite.
La baza desemnării sitului se află mai multe specii protejate:
- mamifere (1): vidră de râu (Lutra lutra)
- nevertebrate (5): Euplagia quadripunctaria, Ophiogomphus cecilia, Phengaris nausithous, Phengaris teleius, Vertigo moulinsiana
- pești (1): somonul (Salmo salar)